# Har Gaẖar
Har Gaẖar (hebreiska: הר גחר) är ett berg i Israel.   Det ligger i distriktet Norra distriktet, i den norra delen av landet. Toppen på Har Gaẖar är 231 meter över havet.
Terrängen runt Har Gaẖar är kuperad västerut, men österut är den platt.Runt Har Gaẖar är det ganska tätbefolkat, med 199 invånare per kvadratkilometer. Närmaste större samhälle är Nasaret, 18,9 km öster om Har Gaẖar. Trakten runt Har Gaẖar består till största delen av jordbruksmark.